# 布季謝 (戈羅德尼亞區)
51°56′55″N 31°19′39″E / 51.94861°N 31.32750°E
布季謝（烏克蘭語：Будище），是烏克蘭北部的村莊，隸屬切爾尼希夫州的切爾尼希夫區。該村面積0.9平方公里，海拔高度147米，2006年人口85，人口密度每平方公里94.44人。